# قطعنامه ۶۶ شورای امنیت
قطعنامه ۶۶ شورای امنیت سازمان ملل متحد که در تاریخ ۲۹ دسامبر ۱۹۴۸ تصویب شد، سندی بین‌المللی دربارهٔ مسئلهٔ فلسطین است. این قطعنامه طی نشست ۳۹۶ام با ۸ موافق، ۰ مخالف و ۳ ممتنع تصویب شد.